# André-Georges Haudricourt
Pour les articles homonymes, voir Haudricourt (homonymie).
André-Georges Haudricourt, né le 17 janvier 1911 à Paris 5e et mort le 20 août 1996 à Paris 15e, est un linguiste, botaniste, géographe, ethnologue français, directeur de recherche au CNRS et ingénieur agronome.

## Biographie
Élève et ami de Marcel Mauss, contemporain de Claude Lévi-Strauss, de Georges Condominas et d'André Leroi-Gourhan, A-G. Haudricourt est un scientifique autodidacte, érudit et atypique.
Il obtient un diplôme d'ingénieur agronome en 1931. Il fait une première mission en URSS en 1934-1935 à l'Institut Vavilov. Il entre au CNRS en 1939, dans le laboratoire de botanique appliquée du Muséum national d'histoire naturelle, où Auguste Chevalier lui demande de traduire du russe une anthologie des travaux de Vavilov sur l'origine des plantes cultivées, qu'il popularisera dans son livre fondateur d'ethnobotanique, L'Homme et les plantes cultivées (1943). Il séjourne ensuite en Asie du Sud-Est (il est bibliothécaire à l'École française d'Extrême-Orient à Hanoï en 1948-1949).
A-G. Haudricourt a joué un rôle décisif dans le développement de l'anthropologie des techniques, de l'ethnoscience et de l'ethnolinguistique. Cet amoureux de la flore, des langues et des objets techniques a laissé une œuvre difficile à classer par l'immense variété des sujets qu'elle embrasse, depuis l'origine et l'histoire de l'attelage ou des plantes cultivées, la phonologie des langues austronésiennes, les rapports entre le traitement des plantes et le traitement d'autrui, jusqu'à l'écologie des poux ou la forme des boutons.
Savant d’une extraordinaire érudition notoire pour son ironie mordante, son anticonformisme et l’hallucinant fouillis d’ouvrages dans lequel il vivait, il a marqué d’une empreinte indélébile toute une génération d’ethnologues et de linguistes.
Parmi ses contributions scientifiques principales figurent ses travaux sur l'origine des tons du vietnamien et du chinois archaïque.

## Œuvres
Une bibliographie exhaustive est consultable en ligne.

### Chapitres d'ouvrages ou articles
- 1940, Méthode pour obtenir des lois concrètes en linguistique générale, BSLP 41(1):70-74.
- 1948, Les Phonèmes et le vocabulaire du thaï commun, Journal Asiatique 236:197-238 [rééd. dans Problèmes de pholologie diachronique, SELAF, 1972].
- 1953, La place du vietnamien dans les langues austroasiatiques, BSLP 49(1):122-128.
- 1953, 4 articles sur les langues d'Océanie, in A. Leroi-Gourhan et C.-A. Julien (eds), Ethnologie de l'Union française, Paris, PUF. [Articles dans trois thématiques: "L'écriture et les langues" (L'Indochine) - "Les langues" (Nouvelle-Calédonie et dépendances, Nouvelles-Hébrides) - " La langue" (Polynésie française)].
- 1954, Comment reconstruire le chinois archaïque, Word 10(2-3): 351-364.
- 1954, De l'origine des tons en vietnamien, Journal Asiatique 242:69-82.
- 1956, De la restitution des initiales dans les langues monosyllabiques : le problème du thaï commun, BSLP 52:307-322.
- 1956, Une discipline nouvelle : l'ethnobotanique, Les Cahiers rationalistes 158 (novembre 1956) [réédité en 1986 à la Manufacture, Lyon].
- 1957, Les transformations de la linguistique, Scientia 51(12):1-6.
- 1961, Bipartition et tripartition des systèmes de tons dans quelques langues d'Extrême-Orient, BSLP 56(1):163-80.
- 1961, Richesse en phonèmes et richesse en locuteurs, L'Homme 1(1):5-10.
- 1962, Domestication des animaux, culture des plantes et traitement d'autrui, L'homme 2(1):40-50.
- 1965, Les mutations consonantiques des occlusives initiales en môn-khmer, BSLP 60(1):160-72.
- 1969, La linguistique panchronique nécessaire à la linguistique comparée, science auxiliaire de la diachronie sociologique et ethnographique, Ethnies 3:23-26.
- 1970, Les arguments géographiques, écologiques et sémantiques pour l'origine des Thaï, Scandinavian Institute of Asian Studies Monographs Series 1:27-34. (Readings on Asian topics : Papers read at the inauguration of the Scandinavian Institute of Asian StudiesStudentlitteratur, Lund).
- 1975, Le système des tons du karen commun, BSLP 70(1): 339-343.
- réédition 1986 : Une discipline nouvelle : l'ethnobotanique (Les Cahiers rationalistes, no 158, novembre 1956, réédité en 1986 à la Manufacture, Lyon).
- posthume, 2008 : Essai sur l'origine des différences de mentalité entre Occident et Extrême-Orient (suivi de) Un certain sens du concret de Jean-François Bert, Les Carnets 6, (Strasbourg), 85 p.

### Livres
- Avec Louis Hédin (1880-?), L'Homme et les plantes cultivées, avec une préface d'Auguste Chevalier (Gallimard, Paris, 1943, réédité en 1987 chez A.-M. Métailié, Paris, avec une préface de Michel Chauvet), [présentation en ligne].
- Avec Alphonse Juilland (1922-2000) et André Martinet (1908-1999), Essai pour une histoire structurale du phonétisme français, Mouton, 1970 (1re éd. C. Klincksieck, Paris, 1949), 135 p. (présentation en ligne)
- Avec André Leroi-Gourhan (1911-1986) et Charles-André Julien (1891-1991), Ethnologie de l'Union française (Presses universitaires de France, Paris, 1953).
- Avec Mariel Jean-Brunhes Delamarre, L'Homme et la charrue à travers le monde (Gallimard, Paris, 1955).
- Avec Jacqueline M.C. Thomas, La Notation des langues, phonétique et phonologie (Institut géographique national, Université de Paris, Institut d'ethnologie, 1967).
- Problèmes de phonologie diachronique (Société pour l'étude des langues africaines, Paris, 1972).
- Avec Claude Hagège (1936-), La Phonologie panchronique : comment les sons changent dans les langues (Presses universitaires de France, Paris, 1978).
- Avec Françoise Ozanne-Rivierre, Dictionnaire thématique des langues de la région de Hienghène (Société pour l'étude des langues africaines, Paris, 1982).
- Avec Pascal Dibie, Les Pieds sur terre (A.-M. Métaillé, Paris, 1987).
- La Technologie science humaine (Édition de la Maison des sciences de l'Homme, Paris, 1988) lire en ligne.
- Des gestes aux techniques. Essai sur les techniques dans les sociétés pré-machinistes. (Édition de la Maison des sciences de l'Homme et Quæ, Paris, 2010). Livre prêt à la fin des années 1950 mais resté inédit.

## Diplômes
- Ingénieur agronome
- Certifié de géographie et de botanique
- Diplômé en langues orientales (mélanésien, siamois, laotien)
- Docteur ès lettres